# Patti Webster
Patti Webster (Somerville, 18 de junio de 1964 - Somerville, 13 de septiembre de 2013) fue una publicista, escritora y pastora estadounidense. Como directora general de W & W Public Relations, compañía que fundó en 1991, Webster representó a artistas, deportistas y actores, entre ellos Janet Jackson, Alicia Keys, Usher, Halle Berry, Chris Paul y Holly Robinson Peete.

## Primeros años y educación
Nacida en Somerville, Nueva Jersey, Patti Webster se especializó en ingeniería e investigación de operaciones en el Instituto Politécnico y Universidad Estatal de Virginia. Después de una serie de prácticas de verano, Webster decidió no seguir una carrera en ingeniería. Tras mudarse a Maryland, empezó un trabajo como asistente de marketing y publicidad en BET. En 1988, Webster se trasladó a Nueva York.

## Fallecimiento
Patti Webster falleció el 13 de septiembre de 2013 en el hospital de Somerville a causa de un tumor cerebral.